# Надержинщинский сельский совет
Надержинщинский сельский совет (укр. Надержинщинська сільська рада) — входит в состав
Полтавского района
Полтавской области
Украины.
Административный центр сельского совета находится в 
с. Надержинщина.

## Населённые пункты совета
- с. Надержинщина
- с. Божковское
- с. Забаряны
- с. Кованьковка
- с. Шилы